# Medaglia per la trasformazione delle terre non nere della Repubblica Socialista Federativa Sovietica Russa
La medaglia per la trasformazione delle terre non nere della Repubblica Socialista Federativa Sovietica Russa è stata un premio statale dell'Unione Sovietica.

## Storia
La medaglia venne istituita il 30 settembre 1977.

## Assegnazione
La medaglia veniva assegnata a operai, contadini e impiegati che avessero lavorato all'attuazione del programma a lungo termine per lo sviluppo dell'agricoltura delle terre non nere della RSS Russa e che avesse lavorato, in linea di principio, per non meno di tre anni in questo campo in aziende agricole statali o collettive, o che avesse lavorato in aziende, enti o istituzioni le cui attività fossero direttamente connesse con la trasformazione della terra non nera.

## Insegne
- La medaglia era di tombac. Il dritto raffigurava nella parte destra, l'immagine in rilievo di un trattore che tira un aratro in un campo sotto un sole che sorge, a sinistra le immagini in rilievo di stalle, silos e torri di trasmissione di potenza, lungo la medaglia, la scritta in rilievo "PER LA TRASFORMAZIONE DELLE TERRE NON NERE DELLA RSS RUSSA" (Russo : «За преобразование Нечерноземья РСФСР»), lungo la circonferenza in alto a sinistra, una spiga di grano. Sul rovescio, al centro, l'immagine in rilievo della falce e martello con spighe di grano sotto i raggi emessi da una stella a cinque punte.
- Il nastro era verde scuro con una striscia blu centrale e bordi gialli.